# Marcelo Oliveri
Marcelo Héctor Oliveri, periodista, escritor y editor argentino, nacido en Capital Federal, el 26 de marzo de 1966. Académico de Número de la Academia Porteña del Lunfardo,entre el 2002 y el 2015, ocupó el sillón José González Castillo, es Académico de la generación intermedia en la Academia Nacional del Tango, Miembro de ACE Teatro (Asociación de Cronistas de Espectáculos). Jurado de los Premios HUGO. Presidente del Jurado del Festival de la Canción Argentina, Jurado de los Carnavales Porteños. Conductor y panelista de Radio y TV.
Desde marzo del 2024 conduce junto a Fabio Scaturchio, Voces de Buenos Aires, un programa dedicado a la cultura donde se tratan temas como el rock argentino, teatro, cine y libros, entre otras cosas.
￼
Es el impulsor de la creación del Día del Lunfardo que se celebra desde el 5 de septiembre de 2000 y de la Feria del Libro Lunfardo y tanguero que se lleva a cabo desde el año 2004 durante el mes de diciembre en la Academia Porteña del Lunfardo (Estados Unidos 1379).

## Trayectoria
Se inicia en el periodismo en los años 80 escribiendo para revistas especializadas en rock: Amanecer (1983-1987), La Balsa (1989). Fue cronista de Tropi Show, suplemento que editaba el Diario Popular entre fines de los 80 y principios de los 90. Trabajó en la radio con Guillermo Brizuela Méndez (FM Unión 99,5 entre los años 1988 y 1990). La bailanta de Brizuela se llamó ese ciclo. También ha conducido los siguientes ciclos radiales: Puerto Pollensa (1987 en FM Melodía), Bondi, Los intocables, Una vitrola a gogó, 'Mejor no hablar de ciertas cosas, Sin careta. Los programas se emitieron por FM Unión, FM La Boca, FM La isla, etc. Sus críticas se han publicado, entre otras, en el Heraldo del cine, una revista pionera que fue fundada por el prestigioso Chas de Cruz, y Candilejas, que él mismo dirigió desde 1985 hasta 1990. Candilejas era una publicación independiente que se distribuia en centros culturales de la ciudad de Buenos Aires, entre ellos en la Academia Porteña del Lunfardo. Se desempeñó como cronista de espectáculos en el programa de Juana Patiño llamado Varieté que se emitió en la Radio de la Ciudad AM 1110.Dicta cursos de cine argentino y de lunfardo en diversas instituciones: Instituto Grafotécnico, Academia Porteña del Lunfardo y Academia Nacional del Tango. Ha impartido charlas y coloquios tanto en Argentina como en el exterior con temas relacionados con Buenos Aires. Participó junto al Pollo Mactas en el programa Radioactividad que se emitió por radio La Isla  y el Canal de la Ciudad.
Sus notas de investigación sobre cine y lunfardo se publicaron  en revistas como "La Porteña" y "El Chamuyo". 
Durante 15 años dictó un curso sobre El Lunfardo en la cultura porteña todos los jueves en la Academia Porteña del Lunfardo. Durante el 2011 participó del programa Lunfardo Argento que se emitió por el Canal de la Ciudad. En la actualidad se puede ver Lunfardo Argento por el Canal Encuentro. En marzo de 2012 dictó clases en la Escuela del Chamuyo para extranjeros que residen en el país. Desde septiembre de 2012 hasta diciembre del 2018 se desempeñó como columnista del programa Plumas, Bikinis y Tango que conduce el periodista Rómulo Berruti todos los domingos en la 2x4 (FM 92,7).
Entre el 2014 y 2018 condujo en Radio Papa Francisco dos programas, Tardes de Ultramar, que se emitía de lunes a viernes de 16 a  19 por el cual pasaron todas las grandes figuras del espectáculo como Dyango, Gianni Nazzaro, Rata Blanca, Patricia Sosa, Billy Bond, Nito Mestre, Valeria Lynch y más de 2000 figuras que desfilaron a lo largo de ese ciclo.
También en Radio Papa Francisco conducía La mar en Bondi los sábados durante 4 años junto a Mariano Montes. El ciclo se ocupaba de evocar la música de los 60, 70 y 80. Y se tocaban temas retros.
También Tardes de Ultramar tuvo su ciclo en Radio Capital.
Durante el 2023, se desempeña como columnista en ClúZ que se emite por Radio Zonica.
Además participa con su segmento de espectáculos desde hace varios años en el programa de cable Hablando de Arte junto al Nolo Correa que se emite por GenTV y TDA Televisión Digital Abierta. 
Participó en la película Gricel de Leandro Colás que se estrenó en el 2012 haciendo de bibliotecario. Participó en el filmé Nos habíamos ratoneado tanto, que dirigió Marcelo Raimón y habla sobre el periodismo de destape de los años 80.  En los últimos años estuvo en Radio Cooperativa como columnista de Hola Sábado, programa que conduce Miguel Core. Además tuvo su columna de espectáculos en Trasnoche Especial que se emitió por Radio 10, programa que conducía Alejandro Funtowicz. Desde el 2022 es el presidente del Jurado de los Premios de la Canción Argentina. 
Durante el 2023, se desempeña como columnista en ClúZ que se emite por Radio Zonica.
Además participa con su segmento de espectáculos desde hace varios años en el programa de cable Hablando de Arte junto al Nolo Correa que se emite por GenTV y TDA Televisión Digital Abierta.
En el 2023, participó de la película Los médicos de Nietzsche de Jorge Leandro Colas.
Es mánager de Aguafuertes el Poder del Arrabal, banda que lidera Christian Marelli.
También se desempeña como jefe de prensa de cantantes de todos los estilos.
En el 2024, publicará su nuevo libro Cuarenteando el Lunfardo.

## Obra
- José Gobello, sus escritos, sus ideas, sus amores (2002) Buenos Aires: Corregidor. ISBN 950-05-1444-3
- El lunfardo del tercer milenio (2002) Buenos Aires: Academia Porteña del Lunfardo.
- Los personajes de Faruk (2003) Buenos Aires. Marcelo Héctor Oliveri Editor.
- Ben Molar, Un fabricante de estrellas (2004) Ediciones del Cachafaz.
- El tango del tercer milenio (2005) Buenos Aires: Ediciones del Cachafaz.
- El lunfardo callejero (2005) Buenos Aires: Ediciones del Cachafaz.
- Antología de tangos lunfardos (2006) Buenos Aires: Ediciones Libertador.
- Éramos tan hippies (2007) Buenos Aires: Corregidor. ISBN 978-950-05-1731-7
- El chamuyo de las tribus urbanas (2009) Buenos Aires: Ediciones del Cachafaz.ISBN 978-987-23314-1-2
- Oscar Ferrari: El maestro (2010) Buenos Aires: Oliveri Editor.
- El lunfardo en la Cultura Porteña" (2013) Buenos Aires: Ediciones Corregidor.
- Cuarenteando el Lunfardo. De próxima aparición

### En coautoría conJosé Gobello
- Tangueces y lunfardismos del rock argentino (2001) Buenos Aires: Corregidor.
- Diccionario de la crisis (2002) Buenos Aires: Corregidor. ISBN 950-05-1427-3
- Tangueces y lunfardismos de la cumbia villera (2003) Buenos Aires: Corregidor. ISBN 950-05-1485-0
- Novísimo diccionario lunfardo (2004) Buenos Aires: Corregidor. ISBN 950-05-1526-1
- Curso básico de lunfardo (2004) Buenos Aires: Academia Porteña del Lunfardo.
- Summa lunfarda (2005) Buenos Aires: Corregidor. ISBN  950-05-1614-4
- Diccionario del habla de Buenos Aires (2006) Buenos Aires: Carpe Noctem Editor.
- Curso básico de lunfardo 2.ª edición (2006) Buenos Aires: Ediciones Libertador.
- ¿Cómo era Gardel? (2009) Buenos Aires: Ediciones Los amigos de Gardel.
- Cronología del tango (2011) Buenos Aires: Carpe Noctem